# Merenra II
Merenra II (alternativ stavning Merenre II) var en farao under Egyptens sjätte dynasti som härskade en kort tid omkring 2180 f.Kr.
På Abydoslistan finner man Merenra Saemsaef. Numera tror de flesta egyptologer att eftersom Merenra I och Merenra II hade samma födelsenamn (Nemtiemsaef) gjorde skrivaren helt enkelt ett misstag när denne kopierade namnet.. Nemtiemsaef lästes förr som Antiemsaef men det är numera bekräftat som felaktigt.
Merenra II var son till Pepi II med drottning Neith och han hade en halvbror vid namn Neferkare Nebi som så småningom också skulle bli farao. Inga namn på barn eller andra hustrur är kända. Som kronprins bar han namnet Sa-nesu semsu-Nemtiemsaef.
Merenra II var troligen ganska gammal när han efterträdde sin far. Enligt Turinpapyrusen härskade han bara i 1 år och 1 månad.
Den antika historikern Herodotos berättade att kungen (Merenra II?) mördades av folket och hans syster Nitocris sattes på tronen istället. Hon hämnade dock hans död och begick därpå självmord genom att kasta sig på elden. Det är dock ytterst osäkert om detta gäller just Merenra II eftersom namnet på kungen aldrig nämns.